# Обезьяна зимой
«Обезьяна зимой» (фр. Un singe en hiver) — французский кинофильм, снятый в 1962 году режиссёром Анри Вернёем по одноимённому роману Антуана Блондена.

## Сюжет
Отставной офицер Альбер Кантен (Жан Габен) живёт в небольшом городке в Нормандии со своей женой (Сюзанн Флон), имеет отель и проводит свои дни с другом у стойки бара местного борделя. Напившись, он начинает вспоминать свою службу в Китае во французском флоте. Воспоминания о полном событий прошлом делают его нынешнюю размеренную жизнь невыносимой и заставляют снова прикладываться к бутылке. Так проходят годы…
Во время Второй мировой войны город захватывают немцы, и в день высадки в Нормандии союзнических войск он становится объектом бомбардировок. Альберу чудом удаётся уцелеть и добраться до дома, где он торжественно клянётся жене, что если их гостиница останется нетронутой, он бросит пить.
Проходит пятнадцать лет после окончания войны, а Альбер всё держит слово и не притрагивается к алкоголю. Жена строго следит за ним и не позволяет ему расслабляться. Но однажды в городе появляется странный молодой человек по имени Габриэль Фуке (Жан-Поль Бельмондо) и останавливается в их отеле. Альбер сближается с постояльцем и видит в нём родственную душу: Габриэль тоже тяготится размеренной жизнью, мечтает стать тореадором в Испании и так же заливает свою тоску вином. Он вынужден был даже расстаться со своей подругой, не понимающей его. А в город он приехал, чтобы забрать из местного интерната свою дочь и отправиться с ней начинать новую жизнь. Габриэль не привык сдерживать свои желания и не терпит контроля над собой. С первого же дня он своими выходками настраивает против себя жителей города и попадает в полицию. Лишь Альбер понимает его и пытается помочь ему. Благодаря этому знакомству Альбер решается вырваться из клетки, в которую сам себя загнал, и снова стать самим собой. Для начала он отправляется с Габриэлем в бордель, где они пьют весь день напролёт, вспоминая свою прошлую жизнь и мечтая о будущей. Вечером, скупив все петарды в местном магазине, они отправляются на пляж и устраивают грандиозный фейерверк, а ночь проводят в заброшенном бункере.
Утром они отправляются в путь: Габриэль с дочерью — строить новую жизнь, а Альбер — навестить своего отца. В поезде Альбер рассказывает девочке, как в Китае обезьяны приходят в города зимой, и, как только их становится достаточно, люди организуют поезд, чтобы отвезти их всех в их родные леса.

## В ролях
- Жан Габен — Альбер Кантен
- Сюзанн Флон — Сюзанна Кантен, жена Альбера
- Жан-Поль Бельмондо — Габриэль Фуке
- Ноэль Роквер — месье Ландрю, лавочник

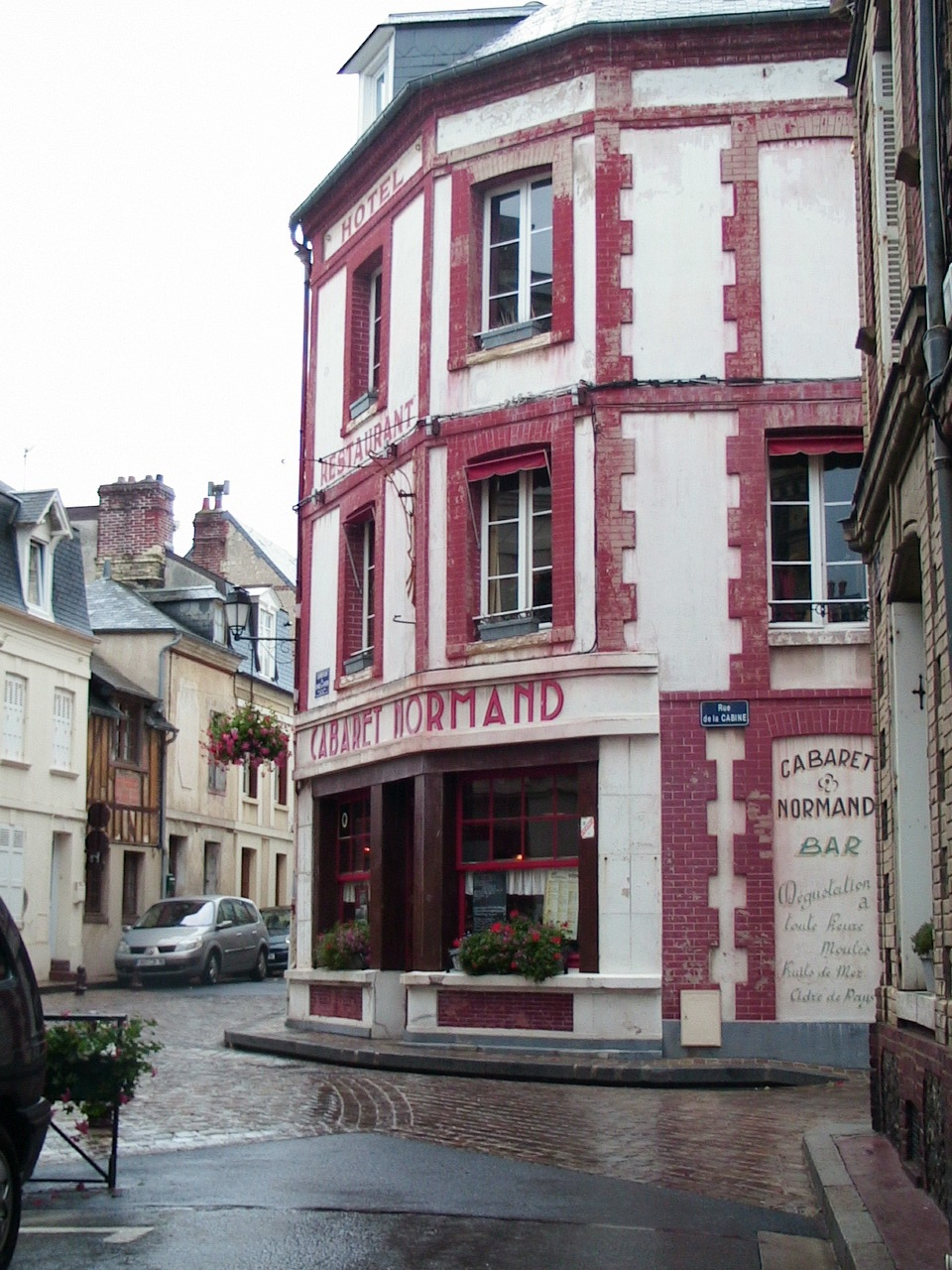
Ресторан «Le Cabaret Normand» в Виллервиле, в котором снимались сцены фильма.

- Поль Франкёр — Месье Эно